# معركة غلوريتا باس
وقعت معركة غلوريتا باس ما بين 26 و28 مارس 1862 في شمال ولاية أراضي نيو ميكسيكو، كانت معركة حاسمة ضمن الحملة الجديدة على نيو ميكسيكو.

## المعركة
دارت المعركة بين الولايات الكونفدرالية الأمريكية والاتحاد خصمي الحرب الأهلية الأمريكية.